# Angul Hammerich
Angul Hammerich (né le 25 novembre 1848 à Copenhague et décédé le 26 avril 1931 à Frederiksberg) était un musicologue danois, frère du compositeur Asger Hamerik et oncle du compositeur Ebbe Hamerik.

## Biographie
Angul Hammerich était le fils du professeur de théologie Peter Frederik Adolph Hammerich (1809-1877) et de Julie Scheuermann (1806-1879). Après ses études de violoncelle avec Albert Rüdinger et  Franz Neruda, Angul Hammerich sera chargé de la chronique musicale de divers périodiques danois (Nær og Fjern, Illustreret Tidende et Nationaltidende). La qualité de ses écrits sur la musique amènera l'Université de Copenhague à lui offrir en 1916 la première chaire d'histoire de la musique de cette université. Il siégera en outre au conseil d'administration de la Kammermusikforening, de la Musikforening, de la Letterstedtske Forening, et deviendra membre de l'Académie royale de musique suédoise. Il arrangera des concerts historiques, et gérera un certain temps le conservatoire Horneman après le décès de C.F.E. Horneman.
Il a fait des recherches sur la musique au temps du Roi Christian IV, ou sur l'orgue historique de Compenius au château de Frederiksborg, ainsi que sur les lures du Moyen Âge ou la musique islandaise. Il a été un pionnier dans la recherche musicale au Danemark et contribuera avec des articles et livres sur divers compositeurs, instruments ou sujets historiques musicaux. Tant ses conférences que ses écrits seront en son temps très populaires.
Hammerich sera aussi la cheville ouvrière de la création du musée d'histoire de la musique à Copenhague, ouvert en 1898, et en sera le directeur jusqu'à sa mort, ainsi qu'en publiera le catalogue.
Sa femme était la pianiste Golla Hammerich, et sa fille l'actrice hollywoodienne Bodil Rosing, dont la fille Tova Jansen était mariée à l’acteur américain Monte Blue.
Angul Hammerich a fait l'objet de portraits par Oluf Hartmann (deux dessins), par Marie Henriques, par Gerda Ploug Sarp, par Magdalene Hammerich et d'un buste par G. Hammerich.